# Franciszek Kęsy
Franciszek Kęsy (ur. 13 listopada 1920 w Berlinie, zm. 24 sierpnia 1942 w Dreźnie) – polski męczennik II wojny światowej, jeden spośród Poznańskiej Piątki, błogosławiony Kościoła rzymskokatolickiego.

## Życiorys
Był jednym z pięciorga dzieci Stanisława i Anny z domu Pieczki. W Polsce zamieszkali w 1921 roku. Wychowanek Salezjańskiego Oratorium w Poznaniu.
Należał do  organizacji „Wojsko Ochotnicze Ziem Zachodnich”. Aresztowany przez gestapo 23 września 1940 roku, razem z Edwardem Kaźmierskim, Czesławem Jóźwiakiem, Edwardem Klinikiem i Jarogniewem Wojciechowskim trafił do więzienia gestapo w Domu Żołnierza, następnie do niemieckiego obozu w Forcie VII i więzienia przy ulicy Młyńskiej.
16 listopada 1940 przewieziony został do Wronek, a później do więzienia sądowego w Berlinie – Neukölln (23 kwietnia 1941) i od maja w ciężkim więzieniu Zwickau. Z wyrokiem śmierci wydanym 1 sierpnia 1942 oczekiwał egzekucji w Dreźnie. Wyrok na Piątce, liderach katolickiej młodzieży, wykonano poprzez zgilotynowanie 24 sierpnia też tego roku.

W liście pożegnalnym napisał:

Och, jaka to radość dla mnie, że już odchodzę z tego świata (...) Bóg dobry bierze mnie do Siebie.

Franciszka Kęsego beatyfikował papież Jan Paweł II w gronie 108 polskich męczenników 13 czerwca 1999.
Jego wspomnienie liturgiczne obchodzone jest w dzienną pamiątkę śmierci, wraz z pozostałymi męczennikami Poznańskiej Piątki straconymi tego samego dnia.